# Вьянелло, Гвидо
Гвидо Вианелло (итал. Guido Vianello; род. 9 мая 1994, Рим, Лацио, Италия) — итальянский боксёр-профессионал, выступающий в тяжёлой весовой категории. Участник Олимпийских игр (2016), серебряный призёр чемпионата ЕС (2014), многократный победитель и призёр международных и национальных турниров в любителях.
Лучшая позиция по рейтингу BoxRec — 25-я (апрель 2024), и является 1-м среди итальянских боксёров тяжёлой весовой категории, — уверенно входя в ТОП-30 лучших тяжеловесов всего мира.

## Биография
Родился 9 мая 1994 года в Риме, в области Лацио, в Италии.

## Любительская карьера
В августе 2014 года в Софии стал серебряным призёром чемпионата Европейского союза, в финале проиграв англичанину Фрейзеру Кларку.
С января 2015 года по апрель 2018 года выступал в лиге WSB за итальянскую боксёрскую команду Italia Thunder, и провёл двенадцать боёв — одержав семь побед и потерпев пять поражений, среди других победив таких опытных боксёров как: венесуэльца Эдгара Муньоса (3:0), россиянина Максима Бабанина (3:0) и румына Михая Нистора (3:0).
В июне 2016 года Вьянелло завоевал путёвку на Олимпийские игры в заключительном квалификационном мировом турнире АИБА в Баку (Азербайджан). В 1/8 раунде турнира победив бразильца Рафаэля Лима (3:0), в четвертьфинале турнира победив китайца Му Хайпеня (3:0), затем в полуфинале победив надежду сборной США — Марло Мура (3:0), и в финале победив ирландца Дина Гардинера (3:0).
В августе 2016 года в Рио-де-Жанейро (Бразилия) на Олимпийских играх 2016 года в 1/8 раунде соревнований проиграл бой опытному кубинцу Ленье Перо (0:3) — который в свою очередь, в четвертьфинале потерпел поражение техническим нокаутом от опытного хорвата Филипа Хрговича — ставшего бронзовым призёром олимпиады 2016 года.
В июне 2017 года участвовал в чемпионате Европы в Харькове (Украина), в категории свыше 91 кг, где он в 1/8 финала по очкам (2:3) раздельным решением судей проиграл опытному россиянину Максиму Бабанину, — который в итоге стал бронзовым призёром чемпионата Европы 2017 года.

## Профессиональная карьера
В 2018 году был спарринг-партнером у таких чемпионов мира как Энтони Джошуа и Тайсон Фьюри.
Профессиональную боксёрскую карьеру начал 8 декабря 2018 года, сразу победив нокаутом во 2-м раунде опытного американского боксёра Люка Лайонса (5-1-1).
3 октября 2020 года проиграв начало боя всё же свёл в ничью решением большинства судей (счёт: 55-59, 57-57 — дважды) конкурентный бой с перспективным нигерийцем Кингсли Ибэ (5-1).
28 октября 2022 года в Риме (Италия), в 8-ми раундовом бою единогласным решением судей победил опытного шотландца Джея Макфарлейна (13-6, 5 КО).
14 января 2023 года в Вероне (США), досрочно техническим нокаутом в 7-м раунде проиграл американскому гейткиперу Джонатану Райсу (15-6-1, 10 KO). Вьянелло вёл бой по очкам и счёт на момент остановки боя был: 58-56, 59-55 — дважды, но сильное рассечение от удара в 6-м раунде у глаза Вьянелло заставило доктора остановить бой.
14 октября 2023 года в Розенберге (Техас) в андеркарде вечера бокса объединительного боя двух чемпионов Жанибека Алимханулы - Винченцо Гуальтьери встретился с джорнимэном Кертисом Харпером (14-9-1, 9 КО). Счёт судей: 80-72 и дважды 79-73 в пользу Гвидо.
16 февраля 2024 года в Мэдисон Сквер Гарден (Нью Йорк, США) нокаутировал в 1 раунде Мозеса Джонсона (11-2-2, 8 КО). Соперник 5 раз был в нокдауне в стартовом раунде.

#### Бой с Эфе Аджагбой
14 апреля 2024 года в Корпус-Кристи (Техас) проиграл топ-проспекту Эфе Аджагбе (19-1, 14 КО). Бой прошел в вечере бокса, который возглавит поединок Джареда Андерсона против Риада Мерхи. Оба бойца находятся на контракте у промоутера Боба Арума (Top Rank). Вианелло отлично начал бой, был более активным, лучше на ногах в передвижении и более точным. Он уверенно забрал первые несколько раундов сильно потреся чистым попаданием Аджагбу за 10 секунд до конца второго раунда. К середине нигериец смог перехватить инициативу в бою ввиду усталости Гвидо и переломил ход боя в свою сторону вырвав победу минимальным раздельным решением судей.

#### Бой с Арсланбеком Махмудовым
Победил российского супертяжеловеса Арсланбека Махумудова 17 августа в Квебеке в вечере бокса компании Eye of the Tiger, главным событием которого стал бой между Кристианом Мбилли и Сергеем Деревянченко. Вианелло с первого раунда выбрал правильную тактику - не ввязываться в откровенные размены с сильнобьющим оппонентом, быть более точным на контратаках. К 3-му раунду у Арсланбека появилась гематома под левым глазом которая стала настоящей проблемой, По ходу боя он был три раза осмотрен врачом. В 6-м раунде рефери снимает очко с Махмудова за удары по затылку. А в начале 8-й трехминутки доктор снова осмотрел Махмудова и запретил ему продолжать. Победа Вианелло ТКО 8. По статистике CompuBox Вианелло был более точен и активен: результативными оказались 82 из 198 ударов, у соперника 21 попадание из 131.

#### Бой с Ричардом Торресом
5 апреля 2025 года в Лас-Вегасе (США) промоутерская компания Top Rank сведет двух своих тяжеловесов в соглавном бою вечера. На кону боя стояло три второстепенных титула по линии IBF и WBO и Североамериканской боксерской федерации (NABF) в тяжёлом весе. Торрес традиционно начал с жесткого прессинга пытаясь пройти на среднюю и ближнюю дистанцию. Вианелло использовал клинч против агрессивного оппонента - рефери за это снял балл во втором раунде. Первая часть боя уверенно осталась за Торресом, но вот отрезок с 5-го по 7-й раунды Вианелло забрал уверенно, сократив  до минимума разницу в попаданиях. В публикуемой межраундовой статистике после 6-7-го раундов он по попаданиям минимально вышел вперёд. В конце 8-го раунда Вианелло пропустил мощный левый боковой сильно потрясший его, на фоне усталости он не смог восстановиться и проиграл последние отрезки. Судейский счёт единогласно и справедливо посчитал: 97—92, 98—91, 98—91 в пользу Торреса.

## Статистика профессиональных боёв
В таблице перечислены результаты всех поединков боксёров.
В каждой строке указан результат поединка. Дополнительно номер поединка обозначен цветом, который обозначает итог поединка. Расшифровка обозначений и цветов представлена в нижеследующей таблице.
| Пример | Расшифровка                     |
| ------ | ------------------------------- |
|        | Победа                          |
|        | Ничья                           |
|        | Поражение                       |
|        | Планируемый поединок            |
|        | Поединок признан несостоявшимся |
| КО     | Нокаут                          |
| ТКО    | Технический нокаут              |
| PTS    | Решение судей (по очкам)        |
| UD     | Единогласное решение судей      |
| MD     | Решение большинства судей       |
| SD     | Раздельное решение судей        |
| RTD    | Отказ от продолжения боя        |
| DQ     | Дисквалификация                 |
| NC     | Поединок признан несостоявшимся |

| 17 поединков, 13 побед (11 нокаутом), 1 ничья, 3 поражение. | 17 поединков, 13 побед (11 нокаутом), 1 ничья, 3 поражение. | 17 поединков, 13 побед (11 нокаутом), 1 ничья, 3 поражение. | 17 поединков, 13 побед (11 нокаутом), 1 ничья, 3 поражение. | 17 поединков, 13 побед (11 нокаутом), 1 ничья, 3 поражение. | 17 поединков, 13 побед (11 нокаутом), 1 ничья, 3 поражение. | 17 поединков, 13 побед (11 нокаутом), 1 ничья, 3 поражение.                                                              |
| Бой                                                         | Рекорд                                                      | Дата боя                                                    | Соперник                                                    | Место проведения боя                                        | Раундов, время                                              | Дополнительно |
| ----------------------------------------------------------- | ----------------------------------------------------------- | ----------------------------------------------------------- | ----------------------------------------------------------- | ----------------------------------------------------------- | ----------------------------------------------------------- | --- |
| 13                                                          | 11-1-1                                                      | 14 октября 2023                                             | Кёртис Харпер (14-9)                                        | Fort Bend Epicenter, Розенберг, Техас, США                  | UD 8 (8)                                                    | Счёт судей: 80-72, 79-73 (дважды).                                                                                       |
| 12                                                          | 10-1-1                                                      | 14 января 2023                                              | Джонатан Райс (15-6-1)                                      | Turning Stone Resort Casino, Верона, штат Нью-Йорк, США     | TKO 7 (10), 0:40                                            | Счёт: 58-56, 59-55 (дважды). Сильное рассечение от удара в 6-м раунде у глаза Вьянелло заставило доктора остановить бой. |
| 11                                                          | 10-0-1                                                      | 28 октября 2022                                             | Джей Макфарлейн (13-6)                                      | Pala Atlantico, Рим, Лацио, Италия                          | UD 8 (8)                                                    | Счёт судей: 79-73, 80-72 (дважды).                                                                                       |
| 10                                                          | 9-0-1                                                       | 23 июля 2022                                                | Рафаэль Риос (11-3)                                         | Grand Casino, Хинкли, Миннесота, США                        | TKO 4 (8), 2:59                                             | |
| 9                                                           | 8-0-1                                                       | 26 июня 2021                                                | Марлон Уильямс (6-1)                                        | Virgin Hotels Las Vegas, Лас-Вегас, Невада, США             | TKO 2 (4), 0:02                                             | |
| 8                                                           | 7-0-1                                                       | 3 октября 2020                                              | Кингсли Ибэ (5-1)                                           | MGM Grand, Лас-Вегас, Невада, США                           | MD 6 (6)                                                    | Счёт судей: 55-59, 57-57 (дважды).                                                                                       |
| 7                                                           | 7-0                                                         | 9 июня 2020                                                 | Дон Хейнсуорт (16-3-1)                                      | MGM Grand, Лас-Вегас, Невада, США                           | TKO 1 (6), 2:16                                             | |
| 6                                                           | 6-0                                                         | 30 ноября 2019                                              | Колби Мэдисон (8-1-2)                                       | Cosmopolitan of Las Vegas, Лас-Вегас, Невада, США           | KO 1 (6), 0:44                                              | |
| 5                                                           | 5-0                                                         | 14 сентября 2019                                            | Кассиус Андерсон (7-1)                                      | Ти-Мобайл Арена, Лас-Вегас, Невада, США                     | RTD 3 (4), 3:00                                             | |
| 4                                                           | 4-0                                                         | 15 июня 2019                                                | Кинан Хикмон (6-3-1)                                        | MGM Grand, Лас-Вегас, Невада, США                           | TKO 2 (6), 2:22                                             | |
| 3                                                           | 3-0                                                         | 12 апреля 2019                                              | Лоуренс Габриэль (3-1-1)                                    | Стэйплс-центр, Лос-Анджелес, Калифорния, США                | KO 1 (6), 0:49                                              | |
| 2                                                           | 2-0                                                         | 10 февраля 2019                                             | Эндрю Саттерфилд (4-1)                                      | Фресно, Калифорния, США                                     | KO 1 (6), 1:54                                              | |
| 1                                                           | 1-0                                                         | 8 декабря 2018                                              | Люк Лайонс (5-1-1)                                          | Мэдисон-сквер-гарден, Нью-Йорк, США                         | KO 2 (6), 0:29                                              | Профессиональный дебют.                                                                                                  |
| Бой                                                         | Рекорд                                                      | Дата боя                                                    | Соперник                                                    | Место проведения боя                                        | Раундов, время                                              | Дополнительно |